# عباس (الشرية)

تعديل مصدري - تعديل

عباس هي إحدى قرى عزلة آل غنيم بمديرية الشرية التابعة لمحافظة البيضاء، بلغ تعداد سكانها 1891 نسمة حسب تعداد اليمن لعام 2004.